# فرانچسکو اسکورسا
فرانچسکو اسکورسا (انگلیسی: Francesco Scorsa؛ زادهٔ ۱۷ دسامبر ۱۹۴۶) بازیکن فوتبال اهل ایتالیا است.
از باشگاه‌هایی که در آن بازی کرده‌است می‌توان به باشگاه فوتبال آسکولی، باشگاه فوتبال فوجا، باشگاه فوتبال بولونیا، و باشگاه فوتبال چزنا اشاره کرد.